# Konstantin Kammerhofer
Konstantin Kammerhofer (Turnau, 23. siječnja 1899. – Obertsdorf, 29. rujna 1958.) obnašao je za vrijeme nacionalsocijalizma funkciju SS-Grupenführer a kao i vođe policije. 
Od 1943. do 1945. bio je predstavnik SS-Reichsführera Heinricha Himmlera u Nezavisnoj Državi Hrvatskoj (NDH). 
Nakon osobne intervencije Heinricha Himmlera kod Ante Pavelića, Kammerhofer je u Hrvatskoj mogao djelovati gotovo nesmetano. Između ostalog, povjeren mu je zadatak osnivanja policijske jedinice u borbi protiv partizana i četnika, koja je bila podređena njegovom zapovjedništvu. Time su Kammerhofer odnosno SS dobili utjecaj na značajan dio ustaške izvršne vlasti. Isti je rezultirao sve brojnijim sukobima Kammerhofera s ustaškim režimom, ministarstvom vanjskih poslova kao i njemačkim veleposlanikom u Zagrebu Siegfriedom Kascheom.